# Астрід Берже-Фрісбі
Астрід Берже-Фрісбі (фр. Àstrid Bergès-Frisbey; нар. 26 травня 1986, Барселона, Іспанія) — іспано-французька акторка та модель. Найбільш відома ролями Сюзанни у фільмі «Морська стіна» та русалки Сирени у червертій частині Піратів Карибського моря: На дивних берегах. Астрід отримала Приз Сюзанни Б'янкетті в 2009 році та нагороду Шопар як акторка-відкриття року на Каннському кінофестивалі в 2011.

## Життя та кар'єра

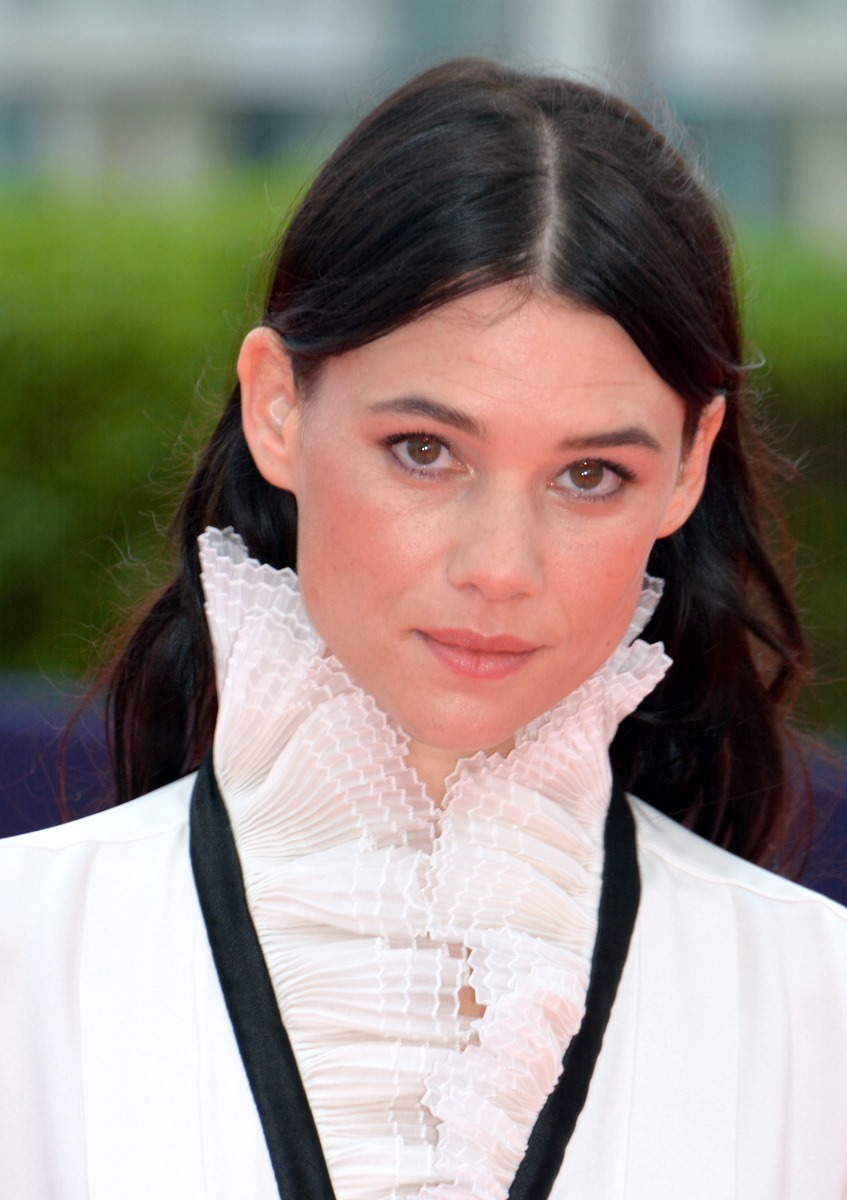
Астрід Бергіс-Фрісбі у 2020 році

Астрід Берже-Фрісбі народилася у Барселоні. Її батько — іспанець, матір — французо-американка. Її сім'я переїхала до Парижа коли Астрід було п'ять років. Вона найстарша з трьох доньок в сім'ї. Вільно володіє іспанською, каталонською, французькою мовами, а в 2011 вивчила англійську.
Як акторка дебютувала у 2007 році на французькому телебаченні, і відтоді знімалася у фільмах з такими акторами як Ізабель Юппер, Венсан Перес та Даніель Отей. В 2008 році дебютувала у повнометражній стрічці «Морська стіна». В 2010 почала працювати моделлю, ставши обличчям колекцій одягу «French Connection» сезону весна-літо та осінь-зима.
В 2011 році вона вперше зіграла в англомовному фільмі — довгоочікуваному сіквелі Піратів Карибського моря: На дивних берегах, для якого її відібрали особисто режисер Роб Маршалл та продюсер Джеррі Брукхеймер. Після безлічі прослуховувань у Франції, Голлівуді та Великій Британії її обрали на роль русалки Сирени. Для того щоб зіграти роль вона вивчила англійську мову. Впродовж зйомок на Гавайях їй заборонялося виходити на вулицю у денний час, щоб зберегти шкіру без засмаги.
Вона знімалася в іспанському фільмі «Секс ангелів», що фільмувався в Барселоні, з Йоренсом Ґонсалесом та Альваро Сервантесом.
У 2013 році вона знялася у повнометражному фільмі П'єра Ґодоі «Джульетта». Після цього зіграла роль Софі у своєму другому англомовному фільмі «Я — початок», режисера Майка Кегілла, де також грали Майкл Пітт та Бріт Марлінг.
Для зйомок у фільмі «Аляска» Клаудіо Купелліні вона вивчила італійську. У 2017 році вона також пройшла прослуховування на роль Ґвіневери у фільмі «Король Артур: Легенда меча», який зніматиме Ґай Річі. У фільмі також зніматимуться Чарлі Ганнем та Джуд Лоу.
Наразі Астрід працює представницею модного бренду Chanel.
У 2019 році вона буде членом журі 29-го Міжнародного фестивалю фантастичного кіно в Жерармері.
У 2020 році вона отримала нагороду за найкращу жіночу роль на кінофестивалі Taormina Film Fest за роль у фільмі L'Autre.

## Фільмографія

### Фільми
| Рік  | Назва                                      | Роль              | Примітки                              |
| ---- | ------------------------------------------ | ----------------- | ------------------------------------- |
| 2008 | The Sea Wall                               | Сюзанна           | інша назва Гребля проти Тихого океану |
| 2009 | La première étoile                         | Жульєт            |                                       |
| 2009 | Екстаз                                     | Жанна             |                                       |
| 2009 | Мертва королева                            | The infanta       | телефільм                             |
| 2010 | Bruc. El desafío                           | Ґлорія            |                                       |
| 2011 | La fille du puisatier                      | Патрісія Аморетті |                                       |
| 2011 | Пірати Карибського моря: На дивних берегах | Сирена            |                                       |
| 2012 | El sexo de los ángeles                     | Карла             | укр. Секс ангелів                     |
| 2013 | Джульєтта                                  | Джульєт Карсенті  |                                       |
| 2014 | Я — початок                                | Софі              |                                       |
| 2015 | Alaska                                     | Надін             |                                       |
| 2017 | Король Артур: Легенда меча                 | Гвіневера         |                                       |
| 2020 | L'Autre                                    | Марі              |                                       |
| 2021 | Геніальне пограбування                     | Лоррейн           |                                       |
| 2024 | Зозуля                                     | Ед                |                                       |

### Телесеріали
| Рік  | Назва            | Роль               | Примітка                 |
| ---- | ---------------- | ------------------ | ------------------------ |
| 2007 | Sur le fil       | Марі Сертісян      | трьохсерійний телесеріал |
| 2007 | Divine Émilie    | Маркіза де Буффлер | телефільм                |
| 2008 | Elles et moi     | молода Ізабель     | Мінітелесеріал           |
| 2009 | La reine morte   | Інфанта            | телефільм                |
| 2021 | Capitain Marleau | Єва Саллаберрі     |                          |

### Театральні постанови
| Рік  | Назва | Роль        | Примітка              |
| ---- | ----- | ----------- | --------------------- |
| 2008 | Equus | Джіл Мейсон | театральна постановка |